# Kiss with a Fist
Kiss with a Fist è il singolo di debutto del gruppo musicale britannico Florence and the Machine, inserito nell'album in studio di debutto Lungs.

## Descrizione
Il singolo, scritto dalla stessa Florence Welch all'età di 16 anni circa, fu pubblicato precedentemente con il medesimo testo sotto il titolo Happy Slap dalla band precedente di Florence Welch, gli Ashok's, ed inclusa nell'album Plans. 
Inizialmente il brano, musicato insieme a Isabella Summers e Matt Allchin, fu inciso per non essere parte di un album e si presentava come parte del vinile promozionale che comprendeva anche al B-side la cover di Hospital Beds dei Cold War Kids. Solo successivamente è diventato parte dell'album Lungs.

## Video musicale
Il video musicale, diretto da Price James, venne pubblicato il 4 giugno 2008 sul canale ufficiale YouTube della band. Protagonista è Welch che su uno sfondo totalmente bianco corre e urla.

## Successo commerciale
La canzone ha raggiunto la posizione 51 nella classifica del Regno Unito. La critica ha ipotizzato che il testo parlasse di violenza domestica fin quando Welch non ha precisato - attraverso un post in MySpace - trattarsi di due persone ancora innamorate che fanno di tutto per ostacolarsi vicendevolmente governati da una forza distruttiva quale può essere talvolta l'amore.
La traccia è stata inserita come colonna sonora nei film Wild Child (film), Jennifer's Body e St.Trinian's 2 - La leggenda del tesoro segreto e in alcune puntate di serie televisive.

## Tracce
CD Promo (Regno Unito)
1. Kiss with a Fist — 2:04
2. Hospital Beds — 2:14